# Okres Ostrzeszów
Okres Ostrzeszów (polsky Powiat ostrzeszowski) je okres v polském Velkopolském vojvodství. Rozlohu má 772,37 km² a v roce 2019 zde žilo 55 500 obyvatel. Sídlem správy okresu je město Ostrzeszów.

## Gminy
Městsko-vesnické:
- Grabów nad Prosną
- Mikstat
- Ostrzeszów

Vesnické:
- Czajków
- Doruchów
- Kobyla Góra
- Kraszewice

## Města
- Grabów nad Prosną
- Mikstat
- Ostrzeszów

## Sousední okresy
| Růžice kompasu | Ostrów Wielkopolski           | Ostrów Wielkopolski | Kalisz    | Růžice kompasu |
| Růžice kompasu | Oleśnica, Ostrów Wielkopolski | Sever               | Sieradz   | Růžice kompasu |
| Růžice kompasu | Oleśnica, Ostrów Wielkopolski | Okres Ostrzeszów    | Sieradz   | Růžice kompasu |
| Růžice kompasu | Oleśnica, Ostrów Wielkopolski | Jih                 | Sieradz   | Růžice kompasu |
| Růžice kompasu | Oleśnica                      | Kępno               | Wieruszów | Růžice kompasu |